# Abdullah Thabit
Abdullah Thabit (arabiska: عبد الله ثابت), född den 6 mars 1973 i Abha, Saudiarabien, är en saudisk författare. Han har en fil kand i arabiska och arabisk litteratur från Kung Khaleds universitet i Saudiarabien.
Thabit, som skriver på arabiska, har gett ut fem böcker med poesi och noveller, och en roman, Den tjugonde terroristen, som handlar om hans tid som religiös extremist och hans vänskap med Ahmed Alnami, en av terroristerna bakom 11 september-attackerna. Han var en av de 39 arabiska författare under 40 år som valdes ut till antologin Beirut 39, huvudprojektet när Beirut var Unescos bokhuvudstad 2009.